# لاموس
اللاموس (بالإنجليزية: Lemming) هو حيوان من القوارض، يعيش بالقرب من المنطقة القطبية الشمالية وهو ملون الفراء بالبرتقالي والأسود، ويتميز كمعظم القوارض بصغر سن النضج الجنسي وفترة حمل قصيرة للإناث، وهو بذلك يتكاثر بسرعة إلى أعداد كبيرة.
كان يعتقد أنه الحيوان الانتحاري لأن أعداد كبيرة منه ترمي بنفسها في البحر عند الهجرة، وكان يُعتقّد أن اللاموس ينتحر عمداً ليفسح مجال الموارد ومساحة السكن للأجيال الجديدة من اللاموس ولكن الواقع غير ذلك، فما يدفع اللاموس للسقوط في البحر هو الفزع والارتباك الذي يسببه الوصول إلى مناطق جديدة لم يتعود عليها فيخطىء في اندفاعه ويسقط في البحر .